# Burg Medvedgrad
Die Burg Medvedgrad (kroatisch für Bärenstadt) ist eine Burgruine bei der kroatischen Hauptstadt Zagreb. Sie dient heute als offizielle Gedenkstätte für die Opfer der Kriege.

## Lage
Die Ruine befindet sich oberhalb der Stadt am Hang des Bärenberges, eines südwestlichen Ausläufers des Medvednica-Gebirges. Von der Burg bietet sich ein herrlicher Blick auf die Stadt.

## Geschichte
Die Burg ließ der von 1247 bis 1262 amtierende Zagreber Bischof Filip († 1272) erbauen.
Sie hatte in ihrer Geschichte zahlreiche Besitzer. Darunter befanden sich: König Bela IV., Matijaš Korvin, sowie die Adelsfamilien Zrinski und Drašković.
Der bedeutende Dichter und Humanist Janus Pannonius (kroatisch Ivan Česmički) lebte und starb am 27. März 1472 auf der Burg.
Medvedgrad wurde von zwei Erdbeben in den Jahren 1574 und 1590 weitgehend zerstört, von seinen Bewohnern verlassen und wurde seither nicht mehr genutzt.
Erste Restaurierungsarbeiten begannen im Jahr 1973 und wurden seit dem Jahr 1993 intensiviert.

## Anlage

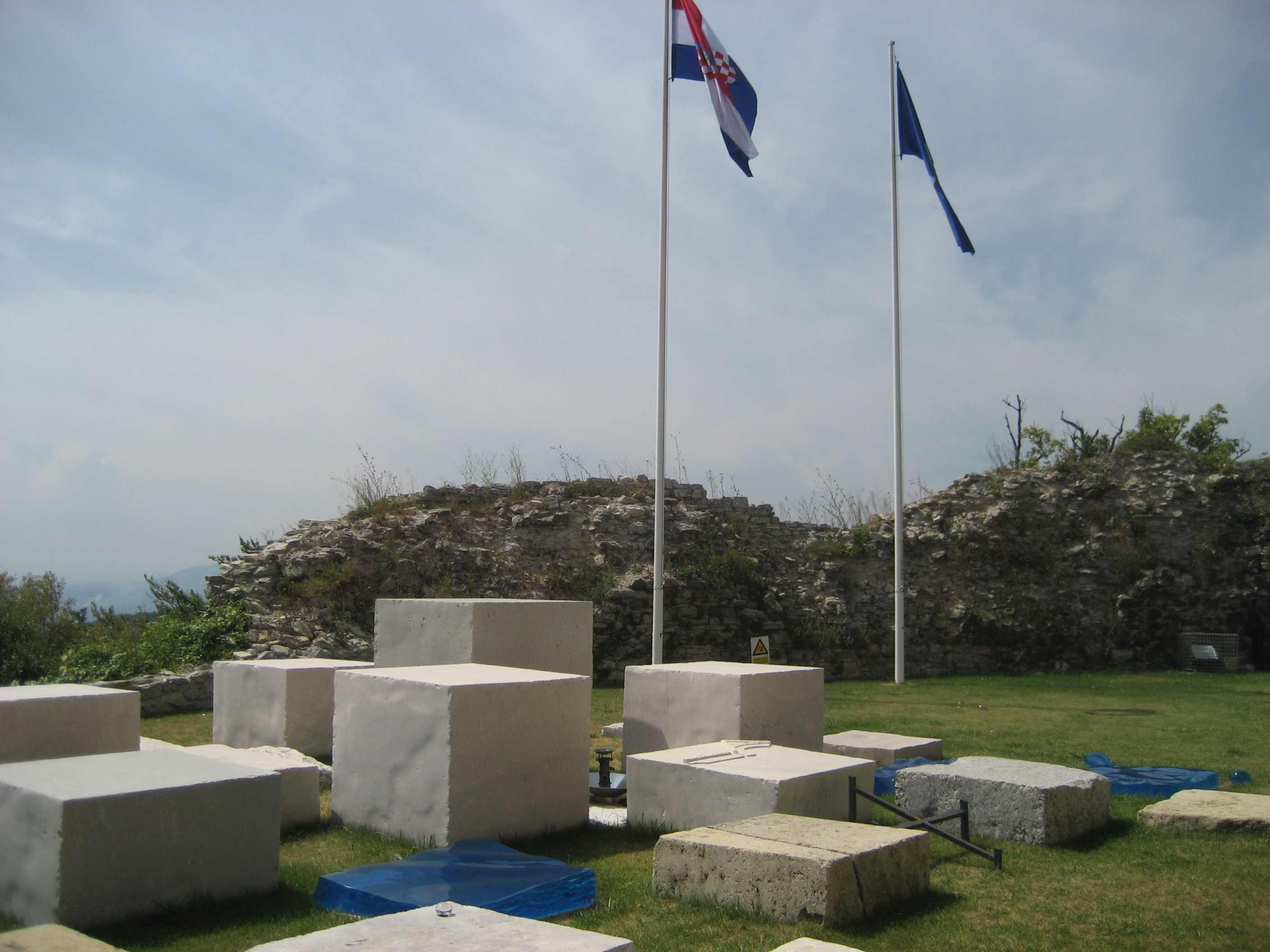
Der Altar des kroatischen Vaterlandes (2007).

In der Burganlage befindet sich eine frühgotische Kapelle, die den Heiligen Philip und Jakob geweiht ist (kroatisch Kapela sv. Filipa i Jakova). Vor der Burg befindet sich der „Altar des kroatischen Vaterlandes“ (kroatisch Oltar hrvatske Domovine), eine 1994 eingeweihte Gedenkstätte für die Kriegsopfer und Gefallenen Kroatiens im Unabhängigkeitskrieg von 1991 bis 1995.